# Giovanni Carlo Doria

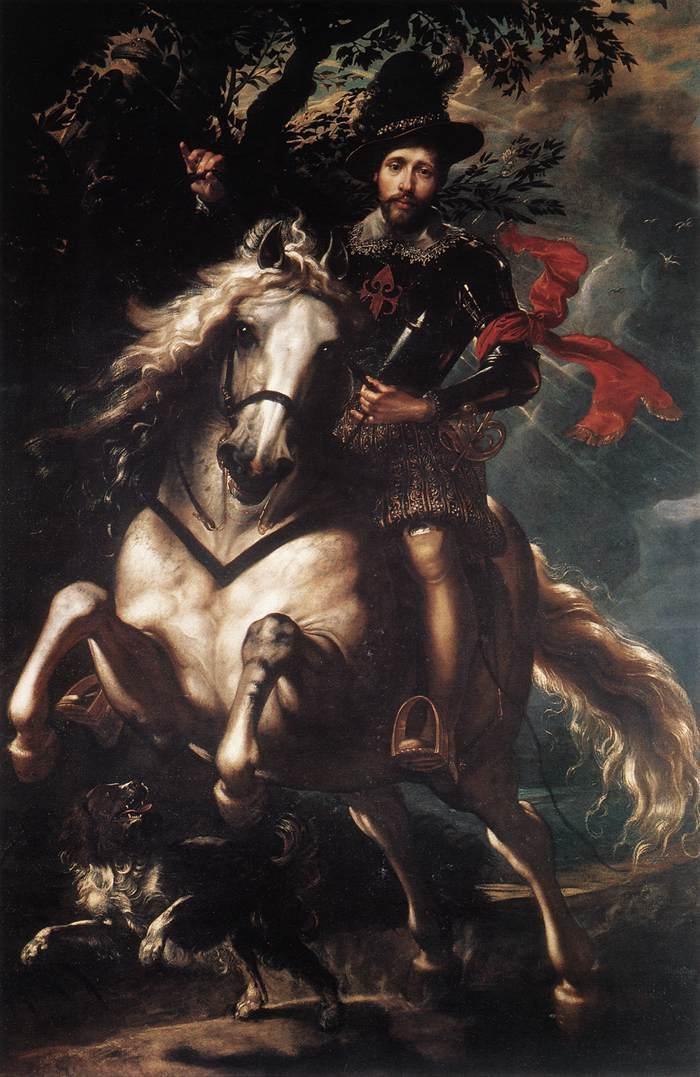
Peter Paul Rubens, Ritratto di Gio Carlo Doria, Palazzo Spinola di Pellicceria, Genova

Giovanni Carlo Doria (noto anche come Gio, Gian o Giovan Carlo Doria; Genova, 1576 – 1625) è stato un collezionista d'arte italiano, mecenate e nobile genovese.

## Biografia
Appartenente a una delle famiglie più ricche e influenti della Repubblica di Genova, era figlio di Agostino Doria, doge di Genova dal 1601 al 1603. Suo fratello minore, Giovanni Stefano Doria (1578–1641), fu doge dal 1633 al 1635 e all’epoca considerato l’uomo più ricco d’Italia. Giovanni Carlo sposò Veronica Spinola, figlia del celebre generale Ambrogio Spinola. Ottenne l'Ordine di Santiago da Filippo III di Spagna.

## Mecenatismo e collezioni
Carlo Doria fu uno dei più importanti collezionisti d’arte del suo tempo. La sua collezione comprendeva 463 dipinti, come documentato in tre inventari: uno del 1617, uno aggiornato attorno al 1621 e un terzo redatto dopo la sua morte nel 1625. Parte della collezione fu lasciata in eredità al fratello maggiore Marcantonio Doria (nato nel 1572) e rimase in possesso della famiglia per secoli.

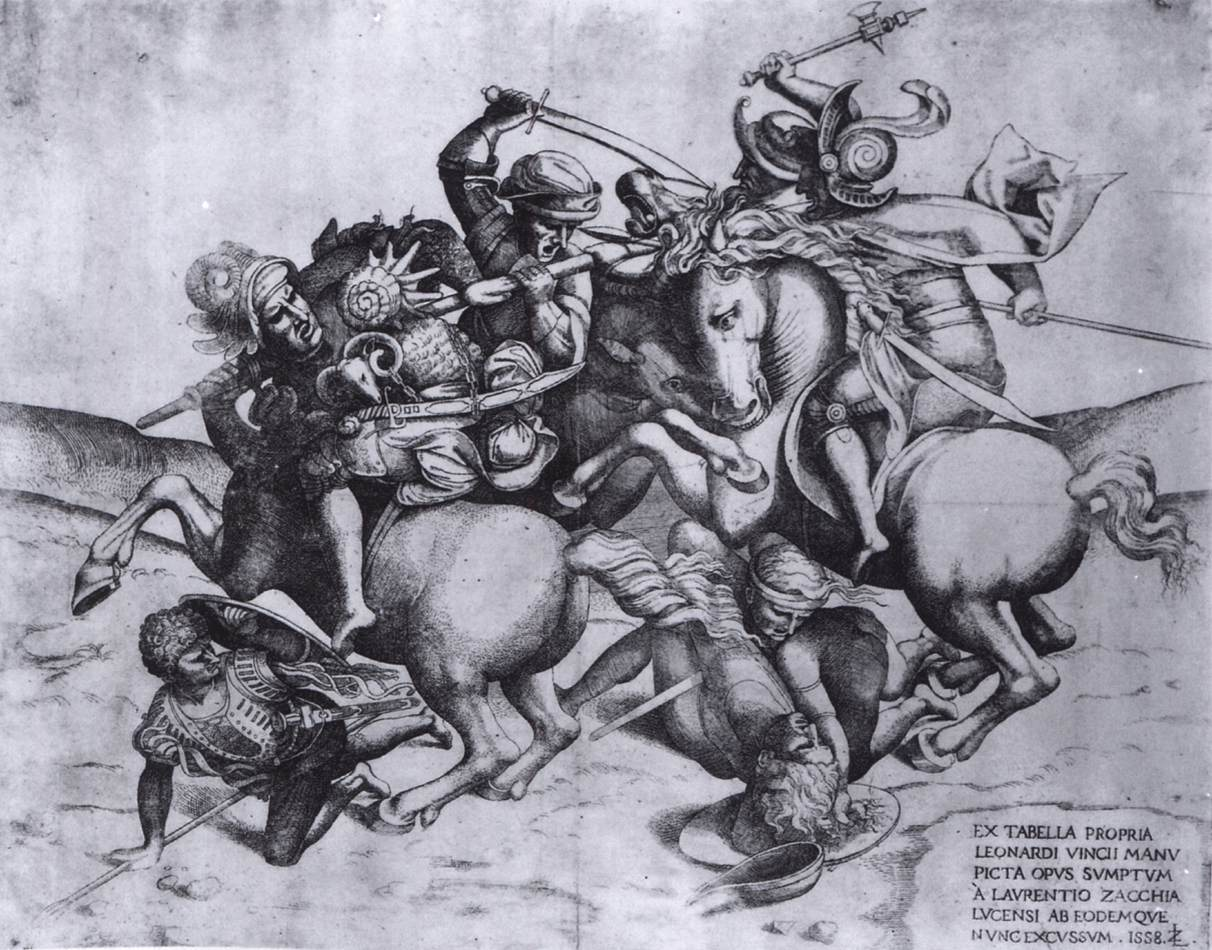
"Tavola Doria" di Leonardo da Vinci, ora agli Uffizi

Uno dei pezzi più celebri della collezione è la cosiddetta Tavola Doria, una scena di battaglia attribuita a Leonardo da Vinci, ritenuta una copia autografa di una sezione perduta del Battaglia di Anghiari. Attualmente l'opera è conservata agli Uffizi di Firenze.
La collezione includeva opere di artisti nordici come Jan Brueghel il Vecchio, Jan Brueghel il Giovane, Antoon van Dyck, Lucas van Leyden e Jan Wildens. Vi erano anche numerosi capolavori italiani di maestri come Giorgione, Perugino, Raffaello, Tiziano, Veronese e Jacopo Tintoretto (autore del ritratto dello zio di Giovanni Carlo, Nicolò Doria).
Nel 1606 fu ritratto da Peter Paul Rubens, che nello stesso anno realizzò anche un ritratto seduto della moglie Veronica Spinola. Negli anni Venti del Seicento, il pittore Simon Vouet fu attivo a Genova su commissione di Doria e realizzò diversi dipinti di grandi dimensioni, tra cui un ritratto di Giovanni Carlo oggi conservato al Louvre. Doria commissionò inoltre opere a Giulio Cesare Procaccini, Giovanni Battista Paggi e sostenne giovani artisti come Giulio Benso.

## Accademia del Nudo
Giovanni Carlo Doria fu anche promotore dell’arte a livello istituzionale: fondò la Accademia del Nudo all’interno del proprio palazzo a Genova, un’iniziativa rivolta allo studio del corpo umano e alla formazione artistica dei giovani pittori.